# 長池オアシス

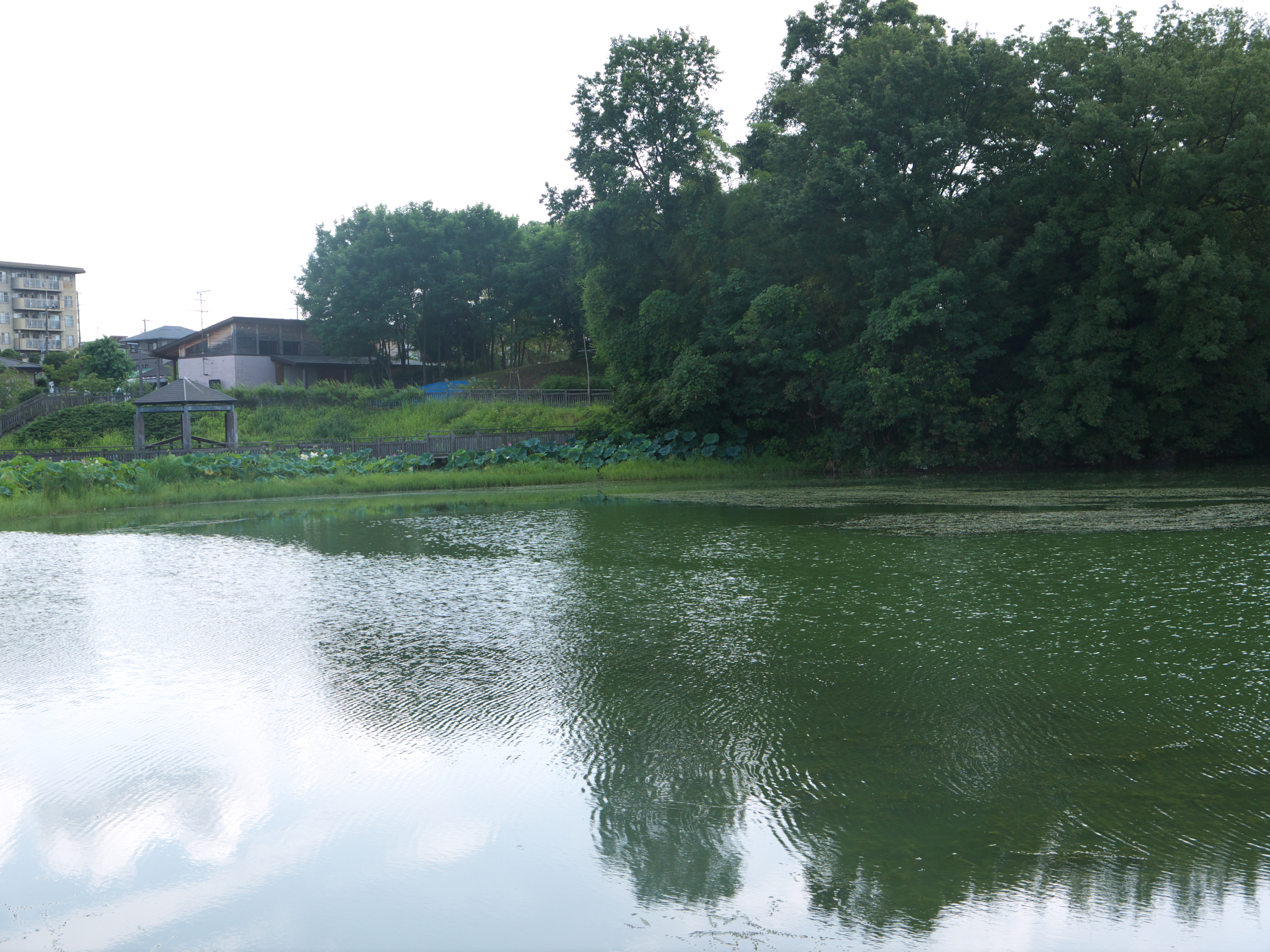
長池オアシス長池

長池オアシス（ながいけオアシス）は、大阪府泉南郡熊取町長池にあるため池である。2010年（平成22年）3月25日に長池オアシス（長池、下池）として農林水産省のため池百選に選定された。また2009年には「大阪ミュージアム」のベストセレクション にも登録されている。

## 概要
農業用ため池として室町時代に造られた「長池」・「下池」・「弥沢池」を1991年（平成3年）大阪府オアシス構想により1994年（平成6年）から2000年（平成12年）にかけ整備され、ビオトープや周辺の灌漑に利用されている。

## 自然・保全活動
ハス、ヒツジグサ、カミガヤツリなどの水生植物が植栽され、観察のためのボードウォークや湖畔の遊歩道、貸し農園などが整備されている。
1999年（平成11年）周辺6自治会の役員、有志によって長池オアシス管理委員会が設立され、維持管理活動が毎日行われ、年2回は周辺自治会や町民参加で保全活動 7月 長池オアシスはすまつり・11月 ため池ふれあいまつり が行われており、地元小学校の野外活動の場所としても活用されている。

## ギャラリー

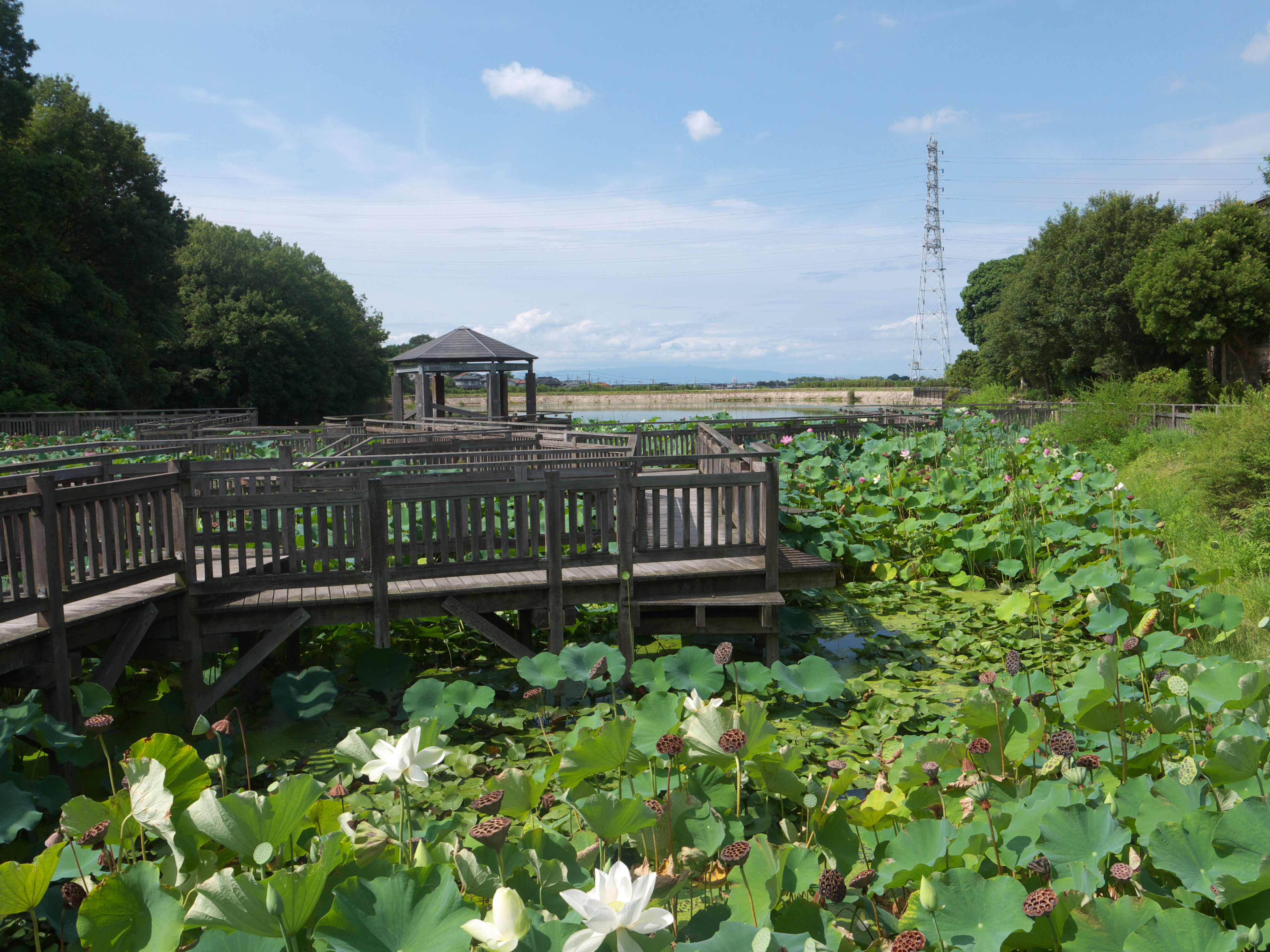
長池上部
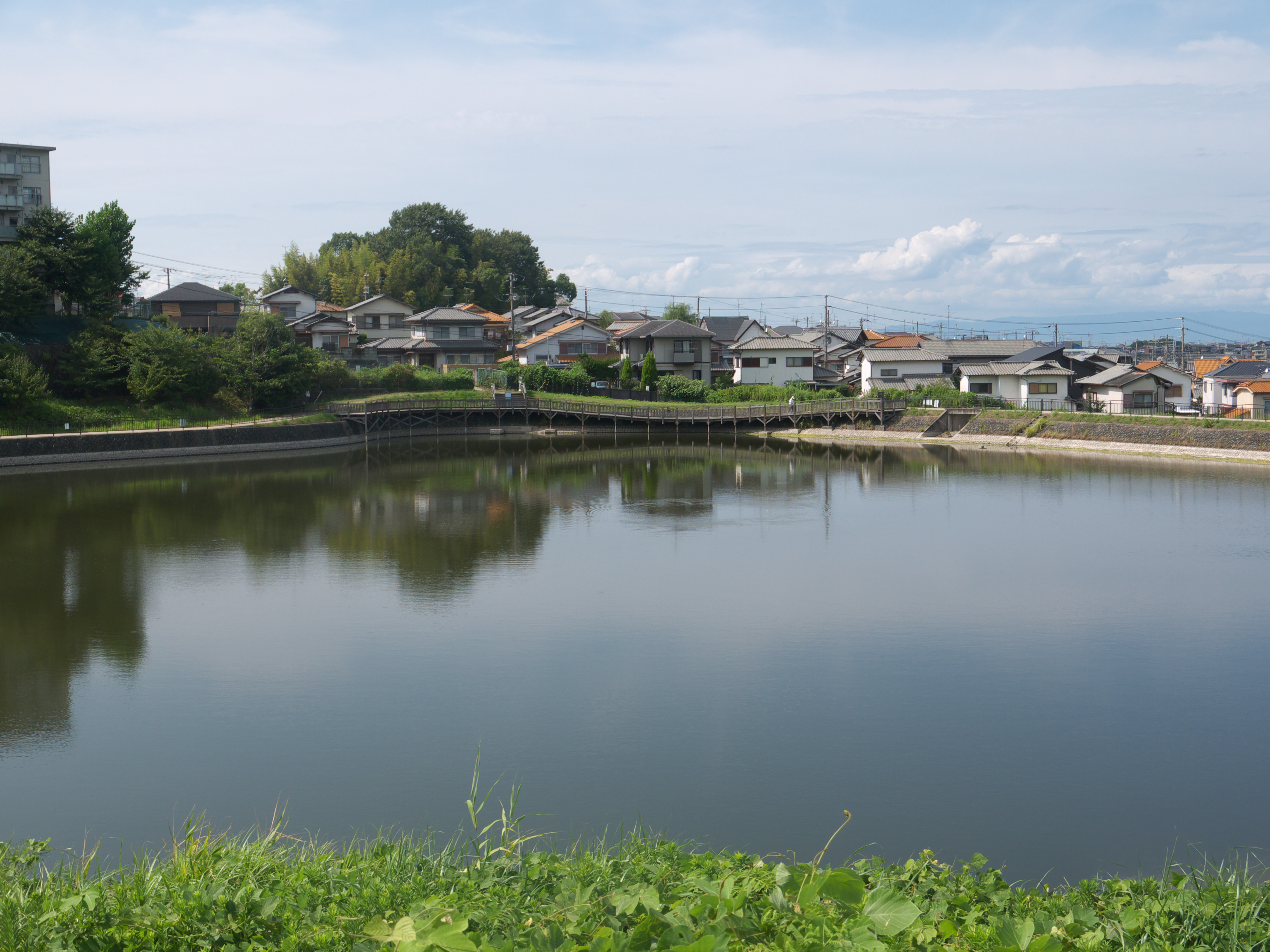
下池

## アクセス

### 道路
- 国道170号線もしくは大阪府道・和歌山県道62号泉佐野打田線から熊取野田郵便局近隣

### 公共交通機関
- 阪和線熊取駅下車 南海ウィングバス 熊取団地・つばさが丘方面行き 熊取団地バス停下車徒歩1分